# 湖北盾蛛
湖北盾蛛（学名：Frontinella hubeiensis）为皿蛛科盾蛛属的动物。在中国大陆，分布于湖北等地。该物种的模式产地在湖北。